# Linus Pauling
Linus Carl Pauling (wym. /ˈlaɪ nəs ˈpɔ lɪŋ/; ur. 28 lutego 1901 w Portlandzie w stanie Oregon, zm. 19 sierpnia 1994 w Big Sur w stanie Kalifornia) – amerykański fizyk i chemik, aktywny również w innych dziedzinach nauki oraz w polityce, dotychczas jedyny dwukrotny laureat indywidualnej Nagrody Nobla: w dziedzinie chemii (1954) i pokojowej (1962).
Jest określany mianem największego chemika XX wieku. W zakres jego naukowych zainteresowań wchodziły m.in. mechanika kwantowa, krystalografia, mineralogia, chemia strukturalna, anestezjologia, immunologia, medycyna, ewolucja, a zwłaszcza interdyscyplinarne pogranicza między nimi.
Stworzył teorię wiązań kowalencyjnych opartą na zasadach mechaniki kwantowej i skalę elektroujemności pierwiastków chemicznych (skala Paulinga). Na tej podstawie opisał możliwe struktury cząsteczek białka (co doświadczalnie potwierdzono później metodami rentgenografii strukturalnej). Wykazał m.in., że anemia sierpowata może być związana ze zmianami zachodzącymi w strukturze cząsteczek budujących komórki krwi chorego. Jest zaliczany do grona twórców biologii ewolucyjnej – wspólnie z Emilem Zuckerkandlem opracował koncepcję zegara molekularnego, która jest uznawana za jedno z najistotniejszych odkryć w ewolucji molekularnej i jeden z najprostszych i najpotężniejszych pomysłów w dziedzinie ewolucji. Zaproponował kontrowersyjną zmianę w medycynie – wprowadzenie „medycyny ortomolekularnej” .

## Życiorys

### Dzieciństwo i lata szkolne (1901–1917)
Urodził się w 1901 roku w Portlandzie (Oregon). Był pierwszym dzieckiem Hermana (syna emigranta z Niemiec) i Lucy Isabelle (Belle) Pauling z domu Darling, pochodzenia irlandzkiego. Miał dwie młodsze siostry (Pauline i Lucile, ur. 1902 i 1904). Ojciec był początkowo przewoźnym sprzedawcą (m.in. firmy farmaceutycznej Skidmore Drug Company). Przez pewien czas powiększająca się rodzina mieszkała w Salem i Lake Oswego, a następnie w nowym domu w Condon, gdzie Herman Pauling w 1905 roku otworzył własną aptekę. Linus często zmieniał szkołę podstawową (1906–1910) – zaczął uczęszczać do dwuizbowej szkoły w północnej części Condon, a w następnych latach był uczniem: innej, dużej szkoły w Condon, Clay School w zachodniej części Portlandu, Glencoe School w East Portland i Sunnyside Grammar School w Condon. Zachłannie czytał książki. Zanim skończył 9 lat, przeczytał Biblię i pracę Darwina nt. teorii ewolucji. Polubił Encyclopædia Britannica.
Rodzina przeniosła się do Portlandu w 1910 roku, do nowego dużego domu. Wkrótce po tej przeprowadzce Herman Pauling zmarł nagle (dwa miesiące po śmierci Linusa Wilsona Darlinga – ojca Belli Pauling). Matka Linusa Carla Paulinga znalazła się w trudnej sytuacji materialnej. Syn uczęszczał w latach 1910–1914 do Sunnyside Grammar School. Nadal zachłannie czytał, kolekcjonował też owady i minerały. W 1914 roku jego przyjaciel, Lloyd A. Jeffress (przyszły profesor psychologii eksperymentalnej), pokazał mu doświadczenia chemiczne, które wykonywał w swojej sypialni. Spowodowało to, że w wieku 13 lat Linus postanowił zostać chemikiem.
Po uzyskaniu dyplomu Sunnyside Grammar School rozpoczął naukę w Washington High School (Portland). W roku 1916 za wyniki uzyskane w czasie kursów stereometrii (którą bardzo polubił) i chemii otrzymał oceny A. W 1917 roku zapisał się na specjalny kurs chemii do Williama V. Greene’a (był jedynym chętnym). Przed końcem tegoż roku złożył podanie o przyjęcie na studia.

### StudentOregon Agricultural College(1917–1922)

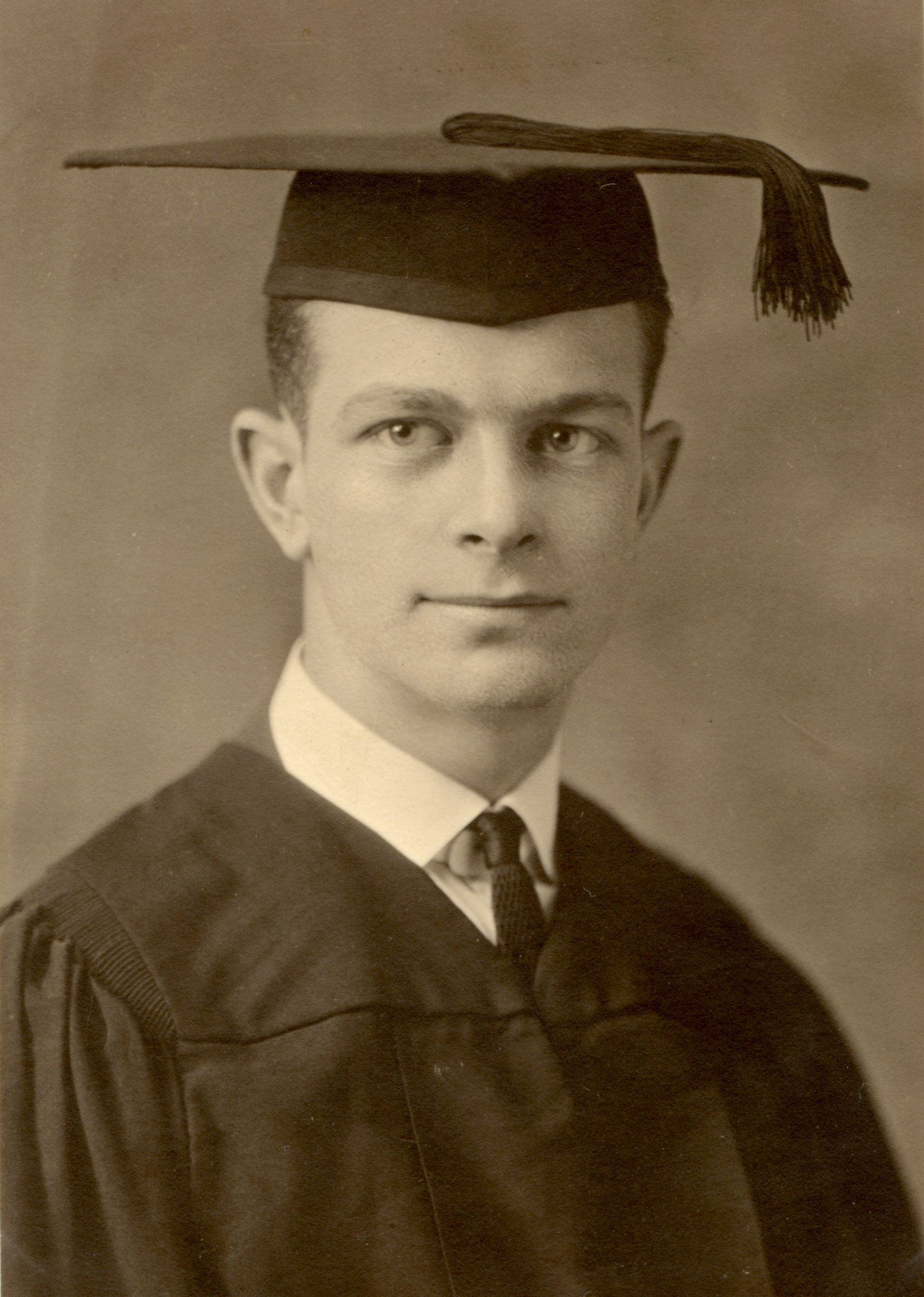
Linus Pauling w wieku 21 lat

Pauling wybrał inżynierię chemiczną w Oregon Agricultural College (obecnie Oregon State University w Corvallis) – kierunek, na którym od dwóch lat studiował jego kuzyn, Mervyn Stephenson. W pierwszym roku uczestniczył w kursach chemii ogólnej, rysunku technicznego, górnictwa i materiałów wybuchowych, rachunku różniczkowego i całkowego, geometrii analitycznej, współczesnej prozy angielskiej (zob. modernizm), nauk wojskowych i musztry, wychowania fizycznego. Zajęcia nie dały mu satysfakcji, poza tym jego fundusze wyczerpały się – początkowo zawarł umowę ze Student Employment Bureau na wykonywanie dorywczych prac w akademikach (miesięcznie otrzymywał $25 za 100 godzin pracy). W lecie pracował w stoczni w Tillamook i innych miejscach. W tym okresie, dzięki przyjaźni z Lloydem Jeffressem, poznał Paula Emmetta – przyszłego znanego fizykochemika (zob. np. izoterma BET, metoda BET, kataliza), z którym się zaprzyjaźnił.
W 1919 roku musiał przerwać studia, aby finansowo wesprzeć rodzinę – podjął zarobkową pracę inspektora dróg stanowych. Przerwa w nauce była krótka, ponieważ w tymże roku otrzymał pełny etat instruktora analizy jakościowej na wydziale chemii (było to dowodem uznania dla umiejętności 18-letniego studenta). Poza nauką i pracą czytał aktualne publikacje naukowe, m.in. artykuły fizykochemików Gilberta Lewisa i Irvinga Langmuira. Pod ich wrażeniem zorganizował seminarium na temat elektronowej teorii budowy cząsteczek (zob. powłoka elektronowa, powłoka walencyjna) – wiązań chemicznych w świetle mechaniki kwantowej, które bardzo zainteresowało słuchaczy (wielu starszych od niego). Osiemnastoletni entuzjastyczny wykładowca zrobił duże wrażenie. W ostatnim okresie studiów w OSU prowadził kurs chemii ogólnej dla studentek ekonomii domowej. Jedną z nich była Ava Helen Miller, przyszła żona Paulinga.
Licencjat uzyskał w Oregon State College w 1922 roku.

### Doktorat wCalifornia Institute of Technology(1922–1925)

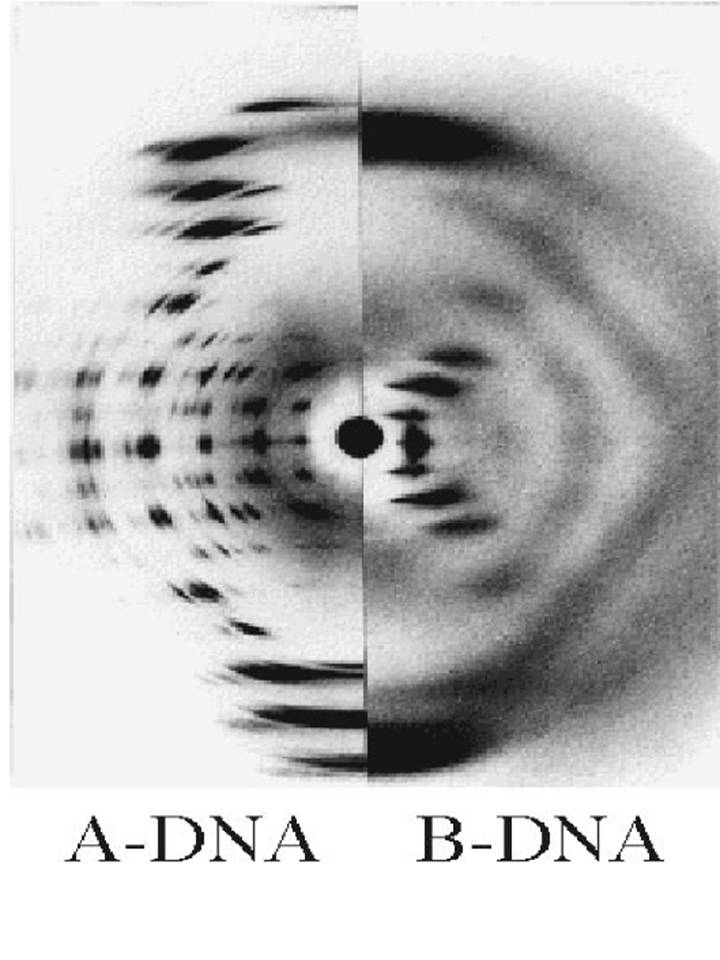
Promotor L. Paulinga, R.G. Dickinson, należał do pionierów w dziedzinie rentgenografii strukturalnej, która w przyszłości pozwoliła określać struktury najbardziej złożonych biomolekuł (symbole A-DNA i B-DNA – zob. rodzaje DNA)

Doktorat postanowił robić w California Institute of Technology (CIT, później CALTECH) w Pasadenie, ponieważ w tej uczelni można było to osiągnąć w ciągu trzech lat (na Uniwersytecie Harvarda – sześć lat). Po wielu latach (w 1994) stwierdził, że ten wybór był bardzo dobry. George Ellery Hale (astronom), Robert Millikan (fizyk, Nobel 1923) i Arthur Amos Noyes (chemik, doskonały wykładowca) dopiero tworzyli wówczas swój instytut (składał się głównie z ich nadziei). Gdy stał się wiodącą jednostką naukową, był wiązany z nazwiskiem Paulinga.
W 1922 roku Noyes zaproponował Paulingowi skromne doktoranckie stypendium. Pracę – badania struktury kryształów – wykonywał pod kierunkiem Roscoe G. Dickinsona, ucznia R.W.G. Wyckoffa, pioniera w dziedzinie dyfraktometrii rentgenowskiej. Już w 1923 roku Dickinson i Pauling opublikowali wyniki badań struktury molibdenitu MoS
2 i związku międzymetalicznego MgSn, powstającego w stopach magnezu z cyną. W tymże roku CIT odwiedził Arnold Sommerfeld, m.in. z wykładem o wynikach swojej pracy dotyczącej teorii kwantowej. Prezentował m.in. przywiezione z Niemiec modele kryształów. Pauling przedstawił wówczas słynnemu wykładowcy własne modele, które zostały uznane za lepsze.

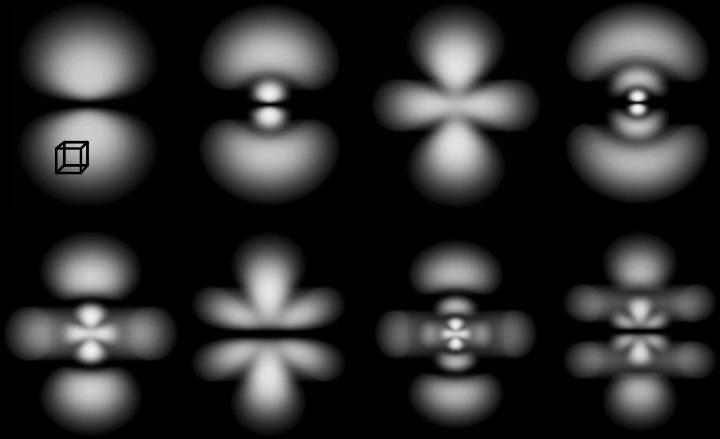
Pierwsze rozwiązania równania Schrödingera dotyczyły orbitali elektronu w polu jądra atomowego wodoru (8 stanów)

Doktorat Linus Pauling uzyskał 12 czerwca 1925 roku na podstawie pracy pt. The Determination with X-rays of the Structure of Crystals. W grudniu 1925 roku w CIT przebywał Max Born (Nobel 1954 m.in. za jego statystyczną interpretację funkcji falowej) – Pauling pilnie słuchał wszystkich wykładów na temat prac Heisenberga, Borna i Jordana. Za swój cel uznał opracowanie nowej fizyki kwantowej, dostosowanej do problemów chemicznych (zob. chemia kwantowa) i rozpoczął starania o stypendium Guggenheima na wyjazd do Europy w 1926 roku (stypendium nie można otrzymać przed ukończeniem 25 lat). W marcu 1926 roku ukazała się w Journal of the American Chemical Society pierwsza z publikacji Paulinga (współautor: Sterling B. Hendricks), poświęcona problemowi wiązań chemicznych: The Prediction of the Relative Stabilities of Isosteric Isomeric Ions and Molecules.

### Stypendysta Fundacji Guggenheima (1926–1927)
Gdy stypendium zostało przyznane, Linus Pauling z żoną odbyli w okresie 9–23 marca 1926 roku przyjemną podróż przez Atlantyk na włoskim statku Duilio (odwiedzili Maderę, Gibraltar, Algier i Neapol). Przez kolejne cztery tygodnie małżonkowie zwiedzali Włochy (Wezuwiusz, Pompeje, Rzym, Florencja, Piza, Fiesole i Wenecja). Do Instytutu Fizyki Teoretycznej Arnolda Sommerfelda w Monachium dotarli 20 kwietnia. Pauling zorientował się, że nowe teorie, zastępujące model Bohra-Sommerfelda, są wprowadzane przez ludzi należących do jego pokolenia; byli wśród nich Wolfgang Pauli (ur. 1900), Werner Heisenberg (ur. 1901), Paul Dirac (ur. 1902). Pauling był od nich gorzej przygotowany do dyskusji na temat głębokiej interpretacji mechaniki kwantowej lub filozoficznych implikacji zasady nieoznaczoności (zob. np. dualizm korpuskularno-falowy, kot Schrödingera, rezonans chemiczny), jednak – jako jedyny chemik w Instytucie Sommerfelda – najlepiej dostrzegał możliwości wykorzystania nowej, kwantowej fizyki do tworzenia teoretycznych podstaw wiedzy o budowie cząsteczek i ich zachowaniu.

Poznani w Europie rówieśnicy Paulinga stosowali mechanikę kwantową opisując wiązanie kowalencyjne w cząsteczce wodoru. Pasją Paulinga stało się opisywanie wieloelektronowych atomów i jonów, a później – wieloatomowych cząsteczek

Pobyt w instytutach Nielsa Bohra w Kopenhadze (wiosna 1927) i Erwina Schrödingera w Zurychu (lato 1927) przekonał go, że mniejsze korzyści daje mu kontakt z Bohrem, Debye’em i Schrödingerem niż z ich asystentami. Współpracownikami Paulinga zostali Walter Heitler (ur. 1904) i Fritz London (ur. 1900), opracowujący wówczas model wiązania chemicznego w dwuatomowej cząsteczce wodoru (zob. też: siły Londona), oraz Samuel Goudsmit (ur. 1902). Zespół ten opracował model VB (Valence-Bond), nazywany też HLSP (Heitler-London-Slater-Pauling). Pauling znalazł możliwości zastosowania nowej mechaniki falowej do opisywania własności atomów wieloelektronowych (dla elektronów zewnętrznych zastosował funkcję podobną do znalezionej dla wodoru; uwzględnił oddziaływanie elektronów wewnętrznych, określając efektywne ładunki jąder).
W październiku 1926 roku przekazał redakcji „Zeitschrift für Physik” artykuł The Wave Mechanics Treatment of 'Penetrating Orbits'. W marcu 1927 roku w „Proceedings of the Royal Society” opublikowano jego artykuł pt. The Theoretical Prediction of the Physical Properties of Many-Electron Atoms and Ions. Mole Refraction, Diamagnetic Susceptibility, and Extension in Space, złożony w redakcji przez Arnolda Sommerfelda 1 stycznia.

### Profesura na Wydziale Chemii i Inżynierii Chemicznej CIT
W 1927 roku Pauling wrócił do California Institute of Technology, gdzie początkowo zajął stanowisko assistant professor (zbliżone do adiunkta) chemii teoretycznej. W pierwszych latach pracy ukazały się m.in. publikacje:
- The Application of the Quantum Mechanics to the Structure of the Hydrogen Molecule and Hydrogen Molecule-Ion and to Related Problems (1928)[33].
- The nature of the chemical bond. Application of results obtained from the quantum mechanics and from a theory of paramagnetic susceptibility to the structure of molecules (1931)[34]

Dzięki wielu opublikowanym pracom zyskał wkrótce światową reputację, zmieniła się również jego pozycja w uczelni. W lutym 1929 roku rozpoczął pięcioletnią współpracę z Uniwersytetem Kalifornijskim w Berkeley – jako wykładowca fizyki i chemii prowadził kursy: Quantum Mechanics with Chemical Applications oraz The Sizes of Ions and Other Ionic Properties. Po śmierci profesora chemii fizycznej na Uniwersytecie Harvarda (Theodore William Richards, zm. kwiecień 1928) otrzymał też propozycję objęcia tego stanowiska (po wizycie tam – odmówił, pozostając w Pasadenie). Od 1931 roku pracował w Caltech jako full professor (odpowiednik profesora zwyczajnego); w tymże roku otrzymał Irving Langmuir Prize in Chemical Physics (był pierwszym nagrodzonym).
Przez 22 lata kierował Wydziałem Chemii i Inżynierii Chemicznej. Był też dyrektorem Gates and Crellin Laboratories of Chemistry. Jego współpracownikami i uczniami byli m.in. S.H. Bauer, Lawrence O. Brockway, Charles D. Coryell, J.L. Hoard, M.L. Huggins, V. Schomaker, J. Sherman, J.H. Sturdivant, L.E. Sutton, G.W. Wheland, E.B. Wilson, D.M. Yost. Thomas Hunt Morgan (Nobel 1933) i Albert Tyler, zajmujący się chromosomową teorią dziedziczności, zainteresowali Paulinga problemem specyficzności złożonych związków organicznych, biorących udział w procesach metabolicznych, zachodzących w komórkach).

Hierarchiczna struktura białka – pierwszorzędowa, drugorzędowa (helisa alfa), trzeciorzędowa i czwartorzędowa

W zimie 1928–1929 profesorem wizytującym w Caltech był Arnold Sommerfeld, a w maju 1930 roku Pauling ponownie odwiedził laboratorium Sommerfelda. W tymże roku wydał, wspólnie z S. Goudsmitem, pierwszą swoją książkę: The Structure of Line Spectra, a w latach 1931–1932 m.in.:
- artykuł na temat hybrydyzacji orbitali The Nature of the Chemical Bond. Application of Results Obtained from the Quantum Mechanics and from a Theory of Paramagnetic Susceptibility to the Structure of Molecules (J. Am. Chem. Soc., 1931)[34] – pierwszą z serii prac o doniosłym znaczeniu dla chemii fizycznej (sam autor powiedział o niej: bardzo ważna – najlepsza praca jaką kiedykolwiek zrobiłem)[35][l],
- ważny, wpływowy artykuł nt. skali elektroujemności (J. Am. Chem. Soc., 1932)[40][m].

W maju 1933 roku został wybrany na członka National Academy of Sciences (wybór tak młodego kandydata był wydarzeniem bez precedensu).
W latach 1937–1938 wygłosił w Cornell serię wykładów (Baker Lecture Series) dotyczących pogranicza między chemią i fizyką, których treść została opublikowana w formie przełomowej książki pt. Nature of the Chemical Bond and the Structure of Molecules and Crystals: An Introduction to Modern Structural Chemistry.

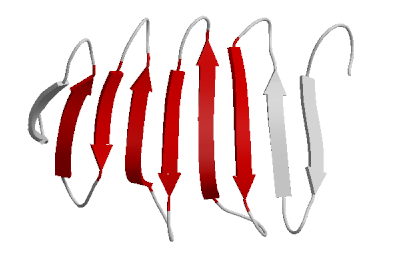
Harmonijka beta – typ drugorzędowej struktury białka (β-arkusz), odpowiedzialnej za powstawanie agregatów i włókienek białkowych; zob. białka fibrylarne, amyloidoza (betafibryloza), płytki amyloidowe w chorobie Alzheimera)

W okresie 1935–1939 koncentrował się też na problemach z kolejnego obszaru interdyscyplinarnego – między fizykochemią i biologią, czyli nauką o życiu (biologia molekularna, ściśle powiązana z genetyką, biochemią, biofizyką, cytologią i innymi obszarami nauki, w których istotne jest pojęcie aktywności biologicznej). Nawiązał współpracę z Alfredem Mirskym – profesorem biologii komórki w Rockefeller Institute for Medical Research (New York). Od 1935 roku wspólnie analizowali strukturę i funkcje hemoglobiny oraz innych białek (Mirsky spędził 15 miesięcy w Pasadenie). Wspólnie opracowali artykuł na temat zmian struktury białek (denaturacja, koagulacja) i opisali rolę wiązań wodorowych w cząsteczkach biologicznie aktywnych (On the structure of native, denatured, and coagulated proteins, PNAS 1936). W roku 1936 rozmowa i korespondencja z Karlem Landsteinerem (Nobel 1930 za odkrycie ludzkich grup krwi) skłaniają go do analizowania specyficzności przeciwciał w ich interakcji z antygenami. W tymże roku z S.H. Bauerem opracował problem struktury pentaboranu B
5H
9 oraz rozpoczął z Robertem Coreyem (który przeniósł się z Instytutu Rockefellera do CIT na staż podoktorski) badania struktur aminokwasów i prostych polipeptydów, zmierzając do opracowania ogólnego modelu trzeciorzędowej struktury białek.

### Lata II wojny światowej (1939–1945)
W latach 1939–1940 Pauling zajmował się intensywnie (w kontakcie z Karlem Landsteinerem, Maxem Delbrückiem i in.) problemami serologii – komplementarnością budowy przeciwciał i antygenów. Pierwsze rezultaty opisał w pracy pt. A Theory of the Structure and Process of Formation of Antibodies. Wkrótce włączył się do tych badań Dan H. Campbell z University of Chicago (stypendysta Fundacji Rockefellera początkowo zainteresowany strukturą hemoglobiny), który został w Caltech do śmierci (1974), rozwijając instytut immunochemii.
Od czasu bitwy o Anglię coraz więcej czasu poświęcał – wraz z żoną – działalności w organizacji Union Now, zajmującej się m.in. sprowadzaniem do Ameryki brytyjskich dzieci. Wygłaszał wykłady, apelując m.in. o jak najszybsze powstrzymanie Hitlera (trwającą wojnę nazywał wojną między demokracją a autokracją). Jesienią 1940 roku podpisał list otwarty do Kongresu, stwierdzający, że Państwa Osi nie dążą jedynie do pokonania obecnych wrogów, ale do dominacji nad światem. Nawołując Amerykanów do zaangażowania w sprawy wojny, sam włączył się m.in. do prac dot. paliwa rakietowego i nitrocelulozowych materiałów pędnych. Mimo próśb Roberta Oppenheimera nie włączył się do realizacji projektu Manhattan w Los Alamos (program chemiczny) ze względu na chorobę nerek, oraz zaangażowanie w inne projekty wojenne. Opatentował pocisk przeciwpancerny oraz zaprojektował miernik stężenia tlenu dla okrętów podwodnych.
W marcu 1942 roku wspólnie z Danem Campbellem i Davidem Pressmanem doniósł o otrzymaniu przeciwciał wytworzonych in vitro. Artykuł The Manufacture of Antibodies in vitro wzbudził sceptycyzm – wyniku nie udało się powtórzyć w innych ośrodkach. W latach 1943–1945 autorzy, wspierani przez CIT i Fundację Rockefellera, nadal prowadzili badania serologicznych właściwości prostych substancji oraz badania immunologiczne na zwierzętach doświadczalnych (króliki, świnki morskie i myszy). Gdy Oswald T. Avery, Colin M. MacLeod i Maclyn McCarty odkryli, że DNA przekształca jeden szczep bakterii w inny (wyjaśnienie eksperymentu Griffitha), Pauling, Mirsky i inni (wśród nich genetyk Alfred Sturtevant, podejmujący badania nt. „genetyki serologicznej”) byli początkowo sceptyczni – nadal twierdzili, że najbardziej prawdopodobnymi nosicielami informacji genetycznej są białka. Badania ich struktur Pauling i Corey prowadzili wówczas wraz z ponad pięćdziesięcioosobowym zespołem młodych współpracowników.

### Lata powojenne

#### Okres 1945–1964
Po ataku atomowym na Hiroszimę i Nagasaki i zakończeniu II wojny światowej (kapitulacja Japonii) opinia Paulinga nt. prac nad bronią zmieniła się (istotna była też opinia żony). W początkowym okresie zimnej wojny dołączył do grupy naukowców, wzywających do ograniczenia testów atomowych i wprowadzenia cywilnego nadzoru nad armią, co spotkało się z ostrą krytyką. Zdecydowanie sprzeciwiał się działaniom Un-American Activities Committee. Rozpoczął serię setek wykładów dla różnych grup słuchaczy, początkowo dotyczących głównie naukowych i technologicznych problemów broni nuklearnej, a następnie również polityki i możliwości utrzymania pokoju światowego. W roku 1946 na prośbę Alberta Einsteina zorganizował nadzwyczajny Komitet – Emergency Committee of Atomic Scientists – który podjął, pod kierownictwem Einsteina, globalny wysiłek upowszechnienia informacji o sytuacji na świecie po odkryciu broni jądrowej.
W CIT opracował, wraz z nowym dziekanem Wydziału Biologii George’em W. Beadle’em, piętnastoletni wspólny program badawczy dot. chemii w biologii i medycynie (Fundacja Rockefellera przyznała 300 000 dolarów na pięcioletnie badania struktur białek). Jesienią rozpoczął współpracę z nowym stypendystą, Harveyem Itano (stypendium American Chemical Society), zainteresowanym rolą hemoglobiny w erytrocytach pacjentów z anemią sierpowatą. Wyniki znanych badań zostały opublikowane w 1949 roku.
Świadectwem rosnącej popularności Paulinga były coraz liczniejsze przyznawane odznaczenia i tytuły honorowe, zaproszenia na wykłady, konferencje międzynarodowe itp. W czasie jednej z podróży morskich (w grudniu 1947) złożył przysięgę, że w czasie każdego ze swoich wykładów będzie wspominał o potrzebie światowego pokoju. Gdy spotkany wówczas Erwin Chargaff opowiadał z przejęciem o wynikach swoich analiz stosunku adeniny do tyminy i guaniny do cytozyny (zawsze bliskich jedności, zob. skład i budowa DNA), Pauling był nimi mało zainteresowany (nie łączył tej informacji ze strukturą DNA).

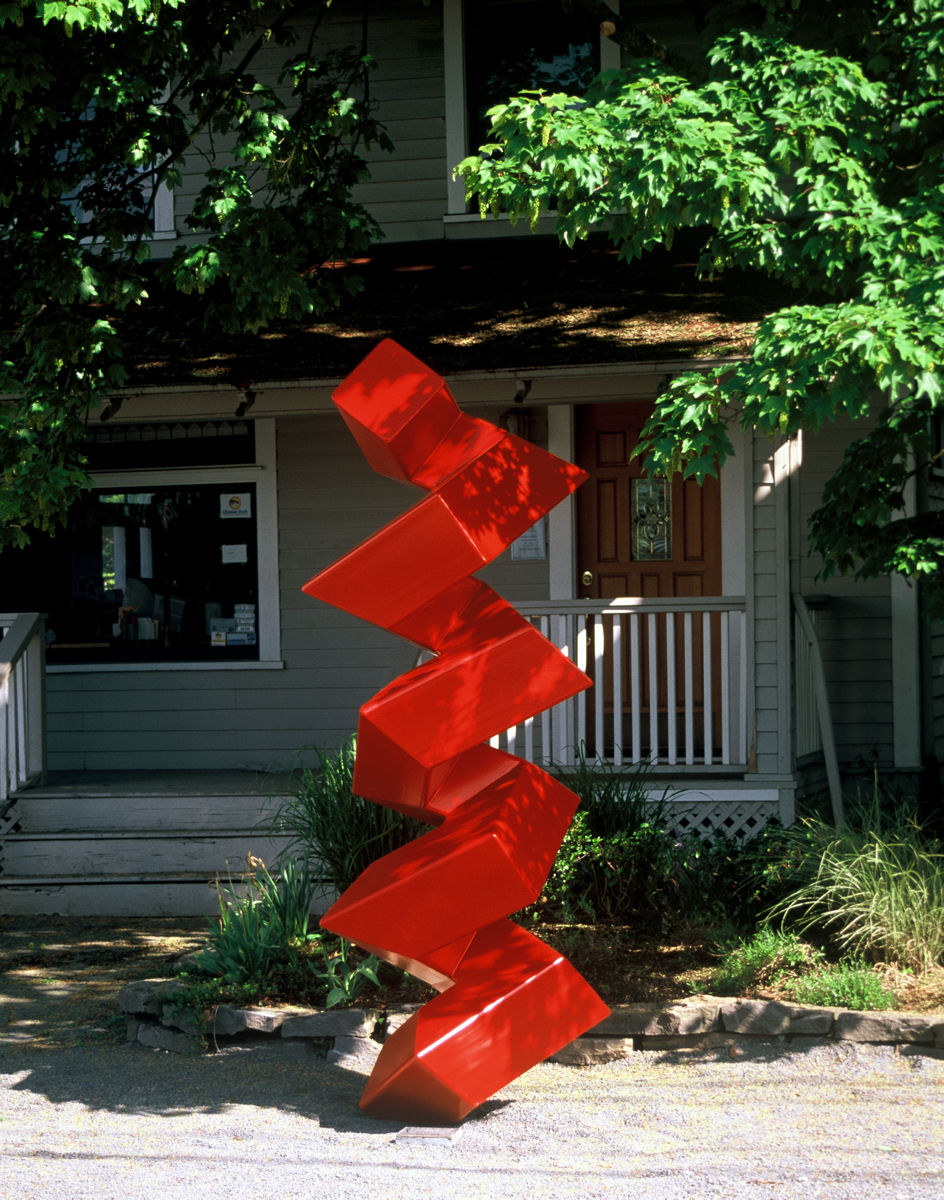
Rzeźba przed domem w Portlandzie, w którym Pauling spędził dzieciństwo

##### Struktura białka
Wiosną 1948 roku, próbując rozszyfrować strukturę białek, trafił na właściwy trop, jednak nie opublikował wyniku, mając wrażenie, że nie jest zgodny w wynikami krystalografii rentgenowskiej. 28 maja tegoż roku, wygłaszając wykład na Uniwersytecie w Nottingham nt. Architektura molekularna i procesy życia, wspominał o „cząsteczkach nukleoprotein”, które determinują „charaktery” poszczególnych organizmów i uczestniczą w przekazywaniu informacji (cech) potomstwu. Krótką notatkę Podwójne wiązania wodorowe w łańcuchach polipeptydowych (w tym helisa alfa i helisa gamma) opublikował wraz z Coreyem po dwóch latach (J. Am. Chem. Soc. 1950), a przełomowy artykuł pt. The Structure of Proteins: Two Hydrogen-Bonded Helical Configurations of the Polypeptide Chain (autorzy: Linus Pauling, Robert B. Corey, H.R. Branson) złożył w redakcji PNAS w dniu swoich 50. urodzin (28 lutego 1951).

##### Struktura DNA
W tym czasie Pauling był przekonany, że nośnikiem informacji umożliwiającej dziedziczenie są białka, dlatego badając nukleoproteiny koncentrował się na białkach, a nie DNA. Jesienią 1951 roku Pauling i Corey zajęli się jednak badaniem struktury DNA, w podobnym czasie, co James Watson i Francis Crick. Na podstawie danych rentgenostrukturalnych Pauling przyjął, że DNA zbudowany jest z potrójnej helisy, w której grupy fosforanowe znajdowały się w centrum, a zasady nukleinowe na zewnątrz (podobną koncepcję przyjęli początkowo Watson i Crick). Ponieważ jednak w pH fizjologicznym grupy fosforanowe występują w formie anionów, badacze nie potrafili wyjaśnić stabilności struktury z gęsto upakowanymi ładunkami ujemnymi wewnątrz cząsteczki. W 1951 roku Pauling odwiedził Wielką Brytanię, jednak jego zainteresowanie DNA nie było zbyt wielkie i nie spotkał się z Rosalind Franklin i Maurice’em Wilkinsem, którzy dysponowali wówczas nowymi, bardzo dobrej jakości zdjęciami rentgenowskimi DNA (tzw. zdjęcia 51 i 52). W wyniku ich analizy Watson i Crick porzucili koncepcję potrójnej helisy i zaproponowali poprawną strukturę helisy podwójnej, z grupami fosforanowymi skierowanymi na zewnątrz i hydrofobowymi zasadami nukleinowymi wewnątrz. Zaniechanie spotkania z Franklin i Wilkinsem w 1951 roku w King’s College London bywa określane największym błędem Paulinga. W roku 1953 Watson i Crick opublikowali w „Nature” swój artykuł „Molecular structure of Nucleic Acids: A Structure for Deoxyribose Nucleic Acid”, natomiast Pauling pozostał przy helisie potrójnej – propozycję takiej struktury DNA opublikował wraz z Coreyem także w roku 1953 w PNAS.
W 1950 roku Pauling opublikował College Chemistry: An Introductory Textbook of General Chemistry (spopularyzowana wersja General Chemistry, również wielokrotnie wznawiana).

##### Działalność polityczna
W następnych latach aktywnie protestował przeciw planom produkcji bomby wodorowej (przedstawiał zagrożenia związane ze skażeniem promieniotwórczym m.in. apelując, do prezydenta Trumana o kontrolę zbrojeń i utrzymywanie przyjaznych stosunków ze Związkiem Radzieckim), występował w obronie osób dotkniętych represjami, współtworzył Narodową Fundację Nauki. W lipcu 1954 roku, gdy Jawaharlal Nehru przysłał zaproszenie na otwarcie instytutu naukowego w Indiach, Paulingowi nie zezwolono na opuszczenie kraju.
Paszport otrzymał dopiero jesienią, po ogłoszeniu informacji, że Królewska Szwedzka Akademia Nauk przyznała mu nagrodę w dziedzinie chemii „za prace nad wiązaniami chemicznymi i ich zastosowanie w wyjaśnieniu budowy związków kompleksowych” (w tymże roku nagrodę w dziedzinie fizyki otrzymał Max Born „za fundamentalne badania w dziedzinie mechaniki kwantowej, a w szczególności za jego statystyczną interpretację funkcji falowej”).
W 1958 roku opublikował broszurę No More War!, którą przekazał każdemu z członków Senatu USA. Sekretarzowi Generalnemu ONZ (Dag Hammarskjöld) Linus Pauling i Ava Helen Pauling wręczyli petycję dotyczącą przerwania testów broni jądrowej, podpisaną przez 11 tys. naukowców z całego świata. W następnych latach małżonkowie nadal gromadzili podpisy pod kolejnym apelem.
W 1962 roku Linus Pauling otrzymał Pokojową Nagrodę Nobla.
Po powrocie do USA Linus i Ava Pauling zostali zaproszeni na wieczorne przyjęcie w Białym Domu (29 kwietnia 1962). Dni 28 i 29 kwietnia spędzili z manifestantami, zgromadzonymi przed wejściem do rezydencji Johna F. Kennedy’ego, protestującymi przeciw testom broni jądrowej.
Radykalny charakter politycznej działalności (senator Joseph R. McCarthy nazwał go komunistą) stał się przyczyną odsunięcia od pracy w Caltech w 1964 roku.
W tymże czasie Pauling kończył, wspólnie z E. Zuckerkandlem, przygotowywanie do publikacji przełomowej pracy pt. Molecular disease, evolution, and genetic heterogeneity (zob. zegar molekularny).

#### Okres 1964–1994
Po odejściu z Caltech początkowo mieszkał w Pasadenie, gdzie utrzymywał kontakty z Center for the Study of Democratic Institutions i analizował naturę wiązania żelazo-tlen w oksyhemoglobinie oraz zagadnienia krystalochemii („reguły Paulinga”).
W sierpniu 1964 przeprowadził się do Santa Barbara i rozpoczął pracę w Center for the Study of Democratic Institutions. Krótko pracował w Uniwersytecie Kalifornijskim w San Diego (1968–1969) i w Uniwersytecie Stanforda (1969–1972). W 1973 roku był dyrektorem Laboratory of Orthomolecular Medicine (dyrektorem ds badań był biochemik i polityk, Arthur B. Robinson). W tymże roku opublikował trzy rozdziały w książce Orthomolecular Psychiatry: Treatment of Schizophrenia, której głównym autorem był filozof David Hawkins (autor m.in. The informed vision: essays on learning and human nature, 1974). Pauling, Robinson i biochemik Keene Dimick założyli wkrótce Instytut Medycyny Ortomolekularnej, który powstał jako organizacja non-profit; w lipcu 1974 rada powiernicza zmieniła nazwę na Linus Pauling Institute of Science and Medicine (w następnym roku Pauling przeznaczał na jego działalność początkowo połowę, a następnie 100% swoich wynagrodzeń). W sierpniu, gdy Podkomitet ds. Zdrowia w Komisji Pracy i Spraw Publicznych Senatu USA analizował prawodawstwo dotyczące suplementów żywności, Pauling opowiadał się za kontrolą sprzedaży i reklamy witamin, jednak sprzeciwiał się traktowaniu ich jako leki. W tymże miesiącu odszedł z Uniwersytetu Stanforda na emeryturę.
W 1975 roku opublikował m.in. uzupełnioną wersję książki Vitamin C, the Common Cold and the Flu (wznawianą w następnych latach). Współpracował z Ewanem Cameronem z Uniwersytetu w Glasgow, współautorem książki Cancer and Vitamin C: A Discussion of the Nature, Causes, Prevention, and Treatment of Cancer with Special Reference to the Value of Vitamin C, artykułu Supplemental Ascorbate in the Supportive Treatment of Cancer: Prolongation of Survival Times in Terminal Human Cancer (PNAS 1978) i in..
27 września 1979 roku „The New York Times” opublikował opinię Kliniki Mayo, w której stwierdzono, że duże dawki witaminy C nie przynoszą korzyści pacjentom chorym na raka. Wskazywano błędy w metodyce badań (dobór grupy pacjentów). Pauling podjął polemikę. Zwracał uwagę na cel wykonanych badań – pacjenci biorący w nich udział byli poddawani chemioterapii – działaniu leków cytotoksycznych, które poważnie uszkadzają układ odpornościowy – witamina C jest skuteczna, ponieważ wzmacnia naturalne systemy ochronne. Przypuszczał, że błąd popełnili biostatystycy, formułujący negatywną opinię o pracy nt. skuteczności witaminy C, a nie lekarze.
Po śmierci żony (8 grudnia 1981) Pauling, mimo ukończenia 80 lat, nadal aktywnie uczestniczył w konferencjach dotyczących zagadnień naukowych, obrony pokoju i innych. W październiku 1982 roku był głównym prelegentem na konferencji Fate of the Earth w Nowym Jorku, a w następnym roku opublikował jubileuszowe wydanie No More War! (25th Anniversary Edition). Opublikował artykuł Resonance of an unshared electron pair between two atoms connected by a single bond (odkrycie nowego typu wiązania chemicznego, wiążącego dwa atomy cyny) i przygotowywał inne publikacje, np. nt. nadprzewodnictwa i kwazikryształów. Podjął próby produkcji włókien zachowujących zdolność do nadprzewodnictwa w temperaturze pokojowej. Zachęcił Matthiasa Ratha (młodego niemieckiego lekarza i pacyfistę) do współpracy w badaniach Linus Pauling Institute nad rolą witaminy C w leczeniu chorób układu krążenia. Był członkiem międzynarodowej grupy działaczy antywojennych (m.in. wspólnie z: Adolfo Pérez Esquivel, George Wald i Elisabeth Williams), która dostarczała pomoc dla Nikaragui na „El Barco de La Paz”, kontynuował polemikę z Kliniką Mayo.
Na początku 1991 roku opublikował w The New York Times i innych mediach tekst Stop The Rush To War! – apel o pokojowe zakończenie konfliktu w Zatoce Perskiej (w połowie stycznia 1991 rozpoczęła się „Pustynna Burza”). 11 października podpisał Apel o pokój w Chorwacji (inni sygnatariusze: Iosif Brodski i Czesław Miłosz).
W końcu tegoż roku zdiagnozowano u niego raka prostaty z przerzutami. W styczniu 1994 roku poddał się operacji i chemioterapii (przyjmował też duże dawki witaminy C), wkrótce jednak pojawił się kolejny przerzut (nowotwór wątroby). 22 czerwca uczestniczył – na wózku inwalidzkim – w posiedzeniu American Association for the Advancement of Science, zorganizowanym w Uniwersytecie Stanowym w San Francisco A Tribute for Linus Pauling. Zmarł 19 sierpnia na swoim ranczo w Big Sur.

## Główne kierunki badań
Bardzo szeroki zakres zainteresowań Linusa Paulinga znajduje wyraz m.in. w publikacji pt. From Chemical Bond to Civilization oraz w tematyce publikacji zgromadzonych w bazie PMC NCBI oraz zarchiwizowanych w bibliotece OSU (OSU Collection). W kolekcji znajdują się liczne publikacje i inne materiały, np. ręczne notatki, korespondencja i zdjęcia z okresu 1920–1998. Przedmiotem większości publikacji są różne aspekty związku chemii strukturalnej z biologią i medycyną. Archiwiści przypisali prace naukowe Paulinga do 15. tematycznych podgrup, m.in.:
- struktura kryształów, chemia strukturalna[y][106]
- mechanika kwantowa[109]
- natura wiązania chemicznego[27][110][111]
- struktura kwazikryształów, nadprzewodnictwo[112]
- teoria elektronowa[z], struktura metali (zob. też metal, wiązanie metaliczne, fizyka ciała stałego) i związków międzymetalicznych[113]
- struktura i właściwości białek, w tym hemoglobiny, natura niedokrwistości sierpowatokomórkowej[114]
- struktura przeciwciał i antygenów, natura reakcji serologicznych[115]
- specyficzność biologiczna[116]
- kwasy nukleinowe, struktura jąder atomowych[117] (np. The Close-packed-spheron Model of Atomic Nuclei and Its Relation to the Shell Model, 1965[118])
- medycyna ortomolekularna[119][120]

### Najbardziej cenione prace

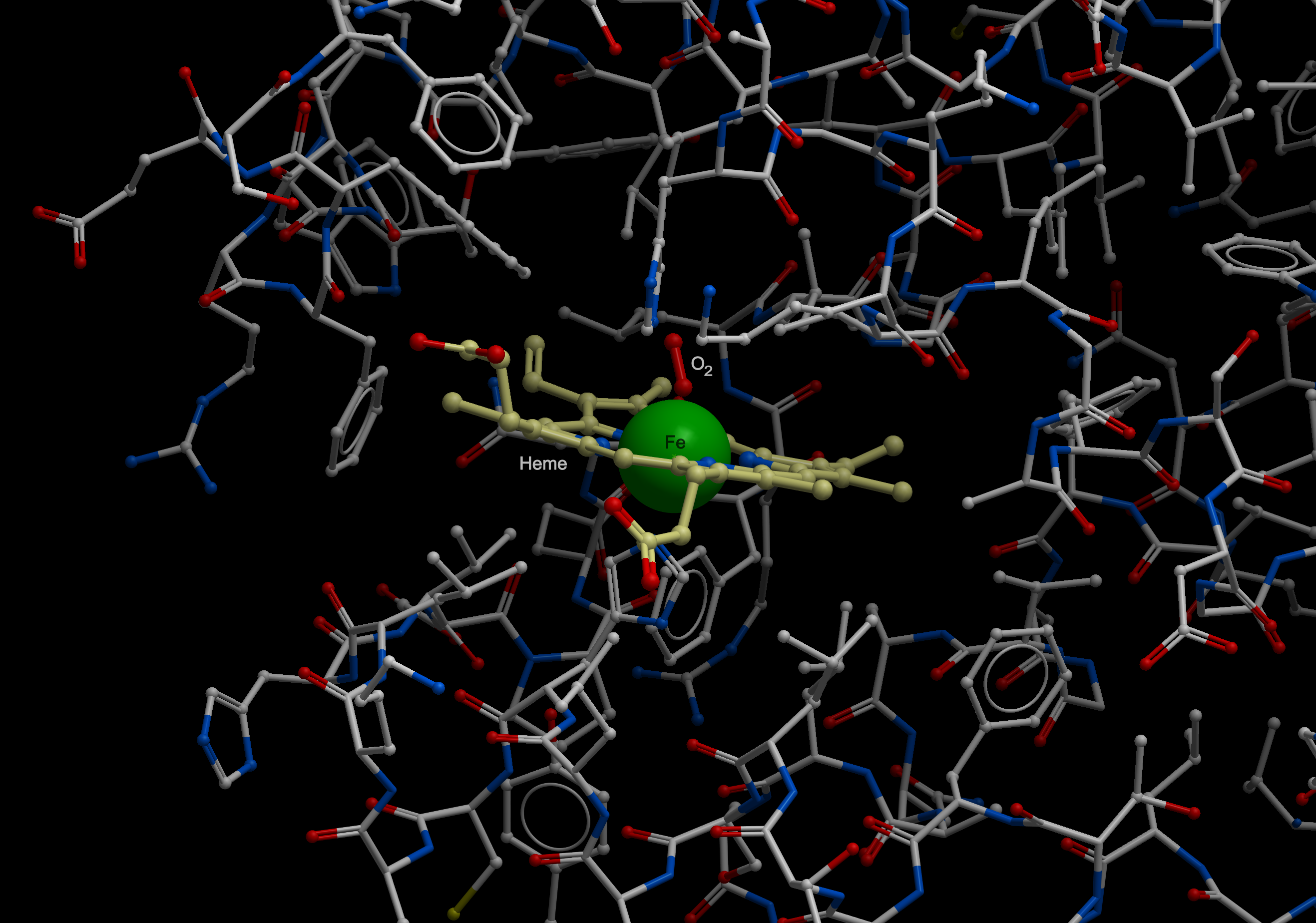
Możliwość wiązania hemu w strukturze ludzkiej hemoglobiny jest zróżnicowana, co może być skutkiem punktowych mutacji jej genu w DNA. Ich gromadzenie się pozwala śledzić upływ czasu ewolucji biologicznej. Może też być przyczyną różnych chorób człowieka, np. anemii sierpowatej

Linus Pauling jest współtwórcą chemii kwantowej. Za najbardziej rewolucyjne odkrycie w dziedzinie biochemii uważa się ustalenie dwóch możliwych stabilnych drugorzędowych struktur cząsteczek białka – helisy alfa (Pauling–Corey–Branson α-helix; zob. też helisowość) i harmonijki beta (β-Sheet Model, β-arkusze), tworzące agregaty białkowe i włókienka obserwowane np. w amyloidozach (m.in. choroba Alzheimera). Poza strukturami α i β autorzy pracy przedstawiali również możliwość tworzenia struktury γ.
Jest uznawany za współtwórcę nauki o chorobach genetycznych, która powstała w czasie badań struktur hemoglobiny, pozwalających m.in. rozwiązać problem anemii sierpowatej oraz opracować koncepcję zegara molekularnego, umożliwiającego śledzenie ewolucji biologicznej (powstanie biologii ewolucyjnej). W historii immunologii ważne miejsce zajmują wyniki badań interakcji antygen-przeciwciało, wykonanych z Davidem Pressmanem i in. (poszukiwania mechanizmów tworzenia trzeciorzędowej struktury przeciwciała, która decyduje o jego swoistości).

Synteza kwasu askorbinowego (witamina C)
Istnienie w cząsteczce kwasu askorbinowego dwóch sąsiadujących grup, hydroksylowej i karbonylowej, czyni ją doskonałym donorem wodoru lub elektronów (jest kofaktorem wielu reakcji enzymatycznych, zachodzących w organizmie).

### Najbardziej kontrowersyjne prace
Naukowcy głównego nurtu medycyny nie zaakceptowali koncepcji Paulinga, dotyczących medycyny ortomolekularnej, a zwłaszcza ortomolekularnej psychiatrii. W większości są przeciwni stosowaniu megadawek witaminy C (dożylnie lub doustnie) w leczeniu choroby nowotworowej, jednak wciąż jest wskazywana potrzeba kontynuacji badań. Podkreśla się wielokrotnie, że w leczeniu zaburzeń psychicznych skuteczność stosowania suplementów diety, zawierających witaminy B3 (niacyna, nikotynamid, witamina PP) i D, kwas foliowy i in., nie została potwierdzona (niski poziom ufności; zob. czułość i swoistość testów diagnostycznych, np. psychometrycznych).
Idee Paulinga aprobowali m.in. Max Gerson, Albert Szent-Györgyi, Emanuel Cheraskin, David Horrobin, Josef Issels, Frederick Klenner, Cornelius Moerman, Hugh Desaix Riordan i inni. Upowszechnianie tych idei kontynuuje The International Society for Orthomolecular Medicine, które wydaje „Journal of Orthomolecular Medicine”. Osiągnięcia i plany różnych ośrodków, zainteresowanych tymi problemami, są upowszechniane m.in. na stronie internetowej Orthomolecular.org – Therapeutic Nutrition Based Upon Biochemical Individuality (zob. medycyna personalizowana, genomika i proteomika).

## Nagrody i wyróżnienia
Nagroda Nobla w dziedzinie chemii (1954)za prace nad wiązaniami chemicznymi i ich zastosowanie w wyjaśnieniu budowy związków kompleksowych
Pokojowa Nagroda Nobla (1962)za wysiłki na rzecz rozbrojenia i kampanię przeciwko próbom jądrowym
Inne odznaczenia, wyróżnienia i nagrody
Obszerną listę nagród i wyróżnień zamieszczono na stronie internetowej Oregon State University (OSU Libraries; Special Collections & Archives Research Center). Do najważniejszych z nich bywają zaliczane (wybór według American Chemical Society; biogram – Linus Pauling, 1901–1994):
- ACS Award in Pure Chemistry, 1931 (pierwszy laureat)
- William H. Nichols Medal Award, ACS New York Section, 1941
- Willard Gibbs Medal, ACS Chicago Section, 1946
- Davy Medal, Royal Society of London, 1947
- Presidential Medal for Merit, US, 1948
- National Medal of Science, US, 1974
- Priestley Medal, ACS, 1984
- znaczek pocztowy o wartości 41 centów wydany przez US Postal Service; upamiętnienie badań anemii sierpowatej, 2008

W 1967 r. został członkiem zagranicznym PAN.